# Ren Komatsu
Ren Komatsu (小松 蓮 Komatsu Ren?, Tokio, 10 de septiembre de 1998) es un futbolista japonés que juega como delantero en el Vissel Kobe.

## Trayectoria
En 2018 se unió al Matsumoto Yamaga FC de la J2 League. Después de eso, jugó en el Zweigen Kanazawa.

## Clubes
| Club                            | País  | Año       |
| ------------------------------- | ----- | --------- |
| Matsumoto Yamaga F. C.          | Japón | 2018-2023 |
| Zweigen Kanazawa (cedido)       | Japón | 2019      |
| Renofa Yamaguchi F. C. (cedido) | Japón | 2020-2021 |
| Blaublitz Akita                 | Japón | 2024-2025 |
| Vissel Kobe                     | Japón | 2025-     |